# 当卓寺
当卓寺，位于西藏自治区日喀则地区定日县协格尔镇查那村，是一座藏传佛教寺院。

## 简介
当卓寺是位于西藏自治区日喀则地区定日县协格尔镇查那村的一座藏传佛教寺院。
2012年，定日县人民政府对该县11个寺庙的管委会用房进行了招标，这11个寺庙分别是：绒布寺、卡日寺、曲龙寺、森嘎曲德寺、曲德寺、当卓寺、曲龙贡达普寺、贡达普寺、尼让印刷寺、普萨寺、贡达拉东寺。
2013年9月初，在党的群众路线教育实践活动中，西藏公安消防部队总队政委刘汉林深入到定日县当卓寺和岗嘎镇参木达村调研，了解当地村民生产生活情况。